# マリアチ・ロス・カンペロス
マリアチ・ロス・カンペロス・デ・ナティ・カノ（Mariachi los Camperos de Nati Cano）は、グラミー賞受賞歴のあるロサンゼルスのマリアチアンサンブルである。アンサンブルの元リーダーであるナティビダド「ナティ」カノが、現在の楽団名を命名した。
1950年、ナティ・カノはメキシコのバハ・カリフォルニア州メヒカリのマリアチ・バンドにアレンジャーとして加入した。当時、カノはメンバー内で最年少だった。その後、バンドは拠点を米国カリフォルニア州のロサンゼルスに移す。ナティ・カノがバンドのリーダーになったのは、元のリーダーが交通事故で死亡したのに伴ってであった。その際、カノはバンド名を、マリアチ・ロス・カンペロス、と改名した。「カンペロス」は「Countrymen」（メキシコ出身の同郷人、同胞）という意味合いのものである。
マリアチ・ロス・カンペロスは、リンダ・ロンスタットの1987年のアルバム『Canciones de Mi Padre』（カンスィオネス・デ・ミ・パドゥレ／Songs of My Father）で彼女とコラボした4つのマリアチ・バンドのうちの一つである。さらに、1992年発売のアルバム『Mas Canciones』（マス・カンスィオネス／More Songs）でもコラボし、彼女と共に全米コンサート・ツアーを回った。
ナティ・カノは、2000年代に入ってから、健康上の理由により、リーダーから退いた。

## ディスコグラフィー
- Puro Mariachi (Indigo Records, 1961)
- North of the Border (RCA/Carino Records, 1965)
- El Super Mariachi, Los Camperos (Latin International, 1968)
- Valses de Amor (La Fonda Records, 1973)
- Canciones de Siempre (PolyGram Latino, 1993)
- Sounds of Mariachi (Delfin Records, 1996)
- Fiesta Navidad (Delfin Records, 1997)
- Viva el Mariachi (Smithsonian Folkways, 2003)
- ¡Llegaron Los Camperos!, (Smithsonian Folkways Recordings, 2004) and
- Amor, Dolor y Lagrimas: Música Ranchera (Smithsonian Folkways Recordings, 2008).